# Ribeira Brava (Kap Verde)

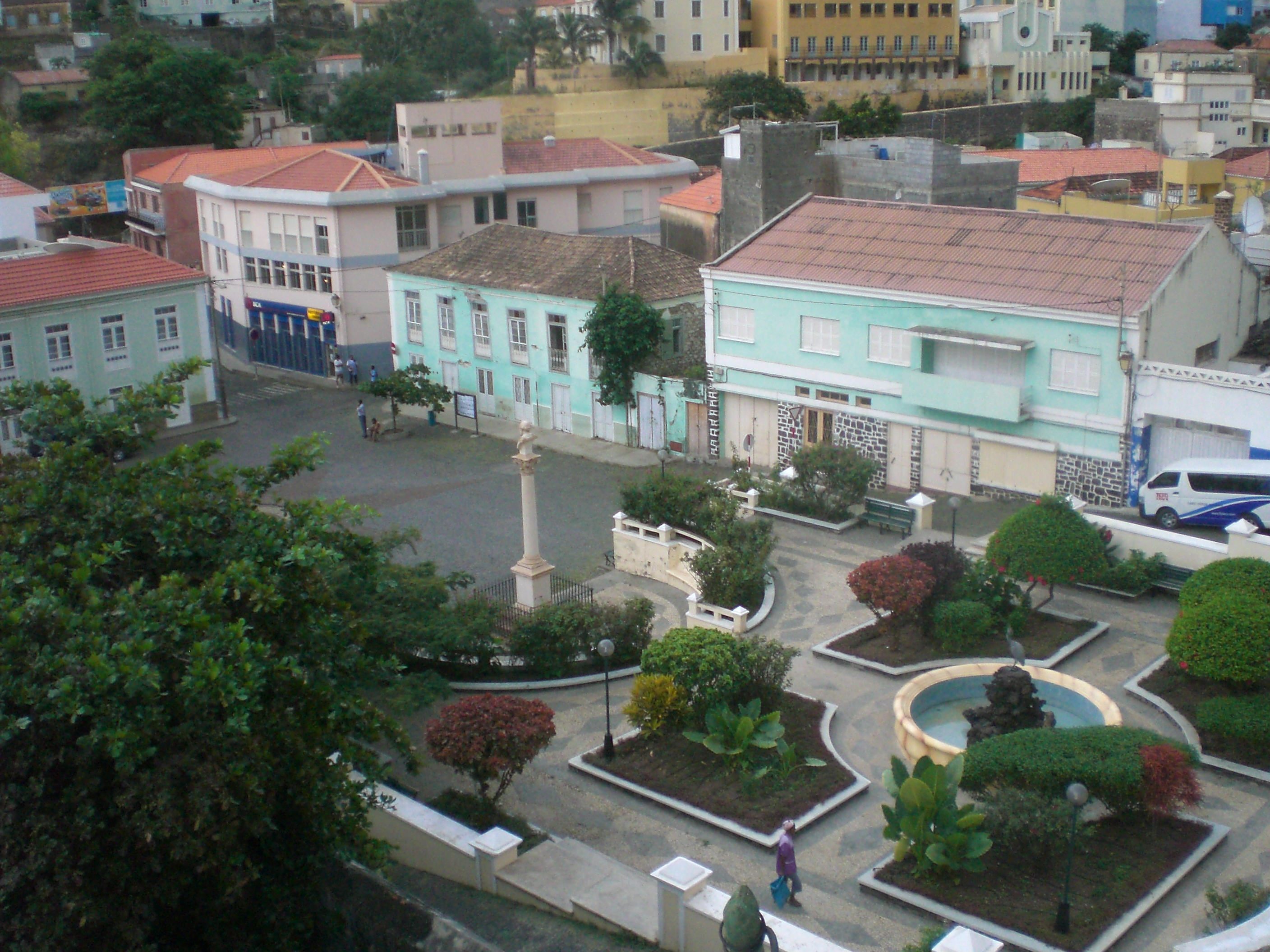
Hauptplatz von Ribeira Brava.

Ribeira Brava (deutsch: „tosender Fluss“, im kapverdischen Kreol umgangssprachlich auch Stanxa nach portugiesisch estância ‚Ort‘) ist ein concelho (Distrikt) und ein municipio (Ortsgemeinde) der kapverdischen Insel São Nicolau. Im Distrikt, der 65 % des Ostteils der Insel umfasst, wohnen 59 % der Inselbevölkerung. Die Ortsgemeinde ist Sitz des Distrikts. Dessen erster gewählter Präsident ist Américo Sabino Soares Nascimento (PAICV, seit 2008).

## Wappen
Das Distriktswappen zeigt vor einem hellblauen Himmel die Silhouette der umgebenden Berge, den Fluss Ribeira Brava, an dessen rechtem Ufer einen ortstypischen Drachenbaum, am linken die Fassade des Wahrzeichens des Ortes, die Kathedrale Unserer lieben Frau vom Rosenkranz.

## Geographie

### Siedlungen
Der Distrikt besteht aus zwei freguesias (Gemeinden):
- Nossa Senhora da Lapa
- Nossa Senhora do Rosário

### Ribeira Brava
Der Hauptort liegt im Nordwesten der Insel (⊙), im Tal des (episodischen) gleichnamigen Flusses. Bis zur Bucht an der Nordküste sind es etwa 2 km. 2016 hatte er 5324 Einwohner. Im Umkreis liegen die Siedlungen Calejão, Cabeçalinho (SW), sowie Cachaço (W) am Oberlauf des Flusses. Vom Hauptort aus gehen Verkehrswege nach Nordwesten nach Queimadas, Westen nach Praia Branca, nach Süden nach Preguiça und nach Osten nach Figueira de Coxe. Südlich des zentralen Höhenzuges befindet sich der Inselflughafen Preguiça Airport (GVSN, SNE).

## Geschichte
Der Distrikt wurde 2005 durch die Aufteilung des ehemaligen Distrikts São Nicolau geschaffen. Der südwestliche Teil wurde zum Distrikt Tarrafal de São Nicolau.

## Demographie
| 1940   | 1950   | 1960   | 1970   | 1980   | 1990   | 2000   | 2010  |
| ------ | ------ | ------ | ------ | ------ | ------ | ------ | ----- |
| 14.846 | 10.366 | 13.866 | 16.308 | 13.572 | 13.665 | 13.661 | 7.869 |

## Politik
Seit der Gründung des Distrikts ist die PAICV mit 49,3 % der Stimmen stärkste politische Kraft. Vor 2008 gab es einen konstitutiven Rat.

## Sport
Der Fußballklub Sport Club Atlético ist in Ribeira Brava ansässig.

## Persönlichkeiten
- José Lopes da Silva (1872–1962), Dichter, Lehrer und Journalist
- Amândio Cabral (* 1934), Songwriter in Kalifornien.
- Amílcar Spencer Lopes (* 1948), Präsident der Nationalversammlung von 1991 bis 1996
- João Lopes Filho (* 1950), Anthropologe und Linguist